# Agrafiótis
L'Agrafiótis (en grec moderne : Αγραφιώτης) est une rivière grecque de 58 km de long qui coule dans la région de l'Eurytanie. Elle tient son nom de la région montagneuse de l'Ágrafa.
Elle alimente le lac de Kremastá dans lequel elle se jette au niveau du village de Frangísta, dans la municipalité d'Ágrafa.